# 雪柏西站
雪柏西站（英語：Sheppard West Station），前稱登士維站（Downsview Station），是一座多倫多地鐵央街－大學線車站，坐落加拿大安大略省多倫多北約克艾倫道和雪柏大道西（Sheppard Avenue West）的交界處，於1996年3月29日開幕後取代衛信站成為該線的西北端終點站，直至該線於2017年延長至旺市都會中心站為止。

## 歷史
多倫多公車局（TTC）於1985年發表《網絡2011》大綱，當中提及將士巴丹拿線北延至約克大學，以及分階段在介乎士巴丹拿線和維多利亞公園路（Victoria Park Avenue）之間的雪柏大道下興建地鐵線。然而，大綱造價高昂，時任安大略自由黨省政府因此無意承諾全面實踐大綱内所有項目。另外，當時的大多倫多市議會内各陣營亦無法就北延士巴丹拿線和興建雪柏線的工程次序達成共識。該兩項目的共同點為將士巴丹拿線北延一站至雪柏大道，省政府因此答允為該延線項目撥款，而大多倫多市議會亦於1989年4月26日通過該項目，當時預料項目造價為1億6000萬加元。
擬建的士巴丹拿線雪柏大道西車站鄰近加拿大軍隊的登士維基地，為延線的走線設計和車站選址增添難度。TTC本來計劃將韋爾遜站以北的士巴丹拿線走線從南北向的艾倫道轉往東西向的雪柏大道西，以便日後與雪柏線接駁；雪柏西車站因此亦呈東西走向。然而，軍方指TTC提出的兩個走線選項太接近基地上的彈藥庫，因此否決該兩選項。TTC最終將延線的走線修直為南北走向，雪柏西車站因此與雪柏大道構成直角，而此安排亦獲軍方接納。
延線和車站工程於1992年6月22日動土，而車站名稱則經徵名比賽產生。徵名比賽結果於1994年公佈，由登士維站壓倒雪柏西站成為車站名稱。經過四年工程後，延線和登士維站於1996年對外開放，項目總造價為1億1700萬元。
安大略省政府於2006年度財政預算案中宣佈撥款興建士巴丹拿延線項目，將士巴丹拿線從登士維站經約克大學延伸至士刁士大道和旺市都會中心。延線全長8.6（5.3英里），耗資約26億加元，於2010年動工，2017年12月17日通車，旺市都會中心站自此取代此站成為央街－大學－士巴丹拿線的西北端終點站。此延線項目中登士維站以北的下行車站取名登士維公園站（Downsview Park Station）；為了避免乘客混淆車站名稱，原有的登士維站於2017年5月7日改稱雪柏西站（Sheppard West Station）。

## 接駁交通

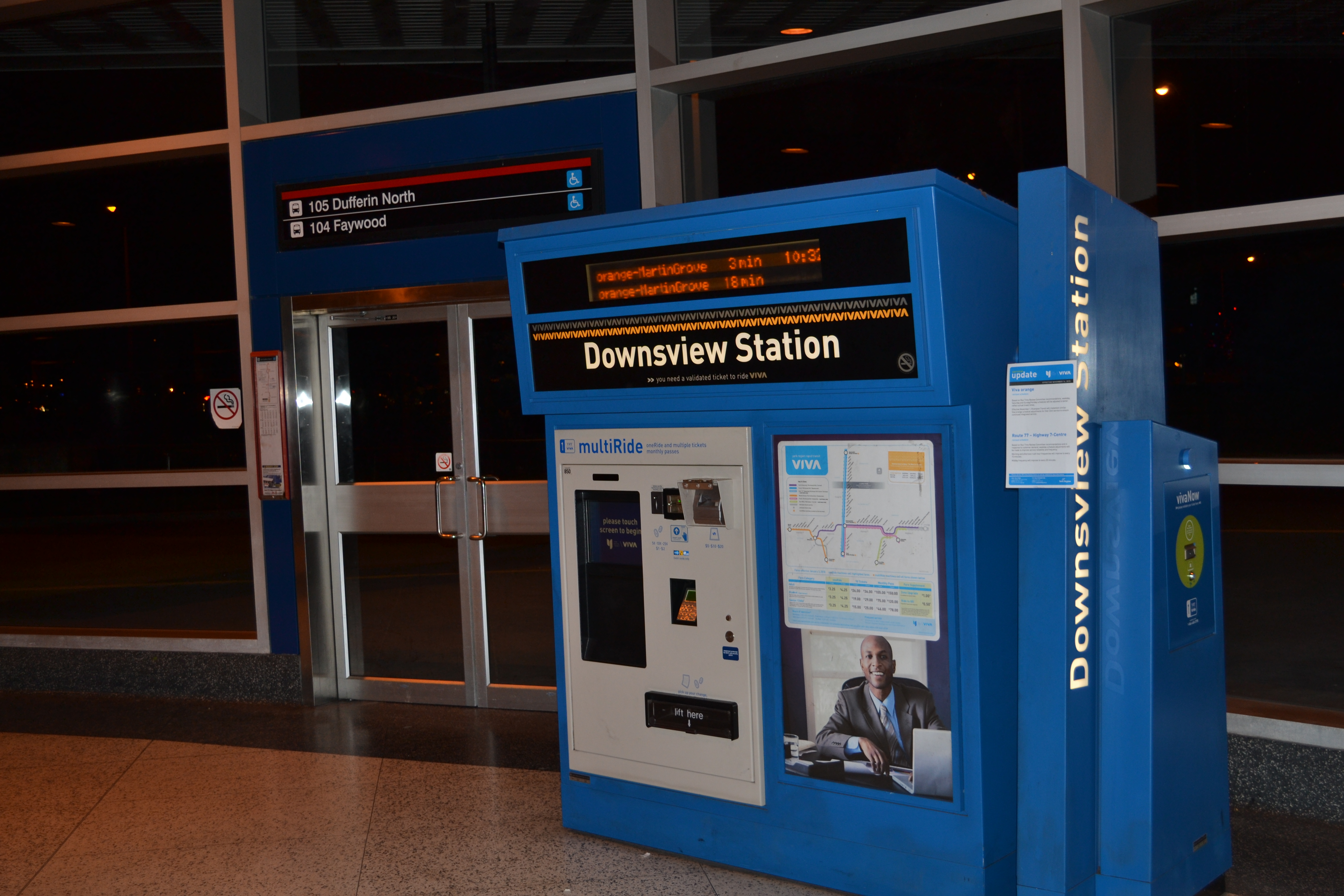
雪柏西站的活力巴士橙線售票機

下列由多倫多公車局（TTC）營運的巴士線駛經雪柏西站：
- 84號雪柏西巴士線（Sheppard West）
- 101號登士維公園巴士線（Downsview Park）
- 104號菲活巴士線（Faywood）
- 105號北德化林街巴士線（Dufferin North）
- 106號約克大學巴士線（York University）
- 107號北基爾街巴士線（Keele North）
- 108號登士維巴士線（Downsview）
- 117號阿爾尼斯巴士線（Alness）
- 196號約克大學火箭巴士線（York University Rocket）

此外，約克區活力巴士捷運橙線（Viva Orange）的東南端終點站亦設於雪柏西站，由此站通往約克大學和旺市馬田高站（Martin Grove）。活力巴士橙線介乎雪柏西站和約克大學的走線大致與TTC的196號約克大學火箭巴士線重疊，持有效TTC或約克區公車局付費證明的乘客無需額外繳費便可乘搭活力巴士橙線或196號巴士線來往該兩地點。

## 外部連結
- （英文）TTC Sheppard West Station （页面存档备份，存于）－多倫多公車局網站 雪柏西站頁面